# NGC 6158
NGC 6158是一離我們約4億光年的一個橢圓星系，它位於星座武仙座。天文學家威廉·赫歇爾於1787年3月17日發現了這個星系，它並且是阿貝爾2199星系團的成員。

## 外部連結
- WikiSky上关于NGC 6158的内容：DSS2, SDSS, GALEX, IRAS, 氢α, X射线, 天文照片, 天图, 文章和图片